# Daryl Murphy
Daryl Murphy (nascut el 15 de març de 1983) és un futbolista professional irlandès que juga pel Nottingham Forest FC com a extrem.